# 673 (numero)
Seicentosettantatré (673) è il numero naturale dopo il 672 e prima del 674.

## Proprietà matematiche
- È un numero dispari.
- È un numero difettivo.
- È un numero primo.
  - È un numero primo troncabile a sinistra.
- È un numero di Ulam.
- È un numero fortunato.
- È un numero palindromo nel sistema di numerazione posizionale a base 21 (1B1) e in quello a base 24 (141).
- È parte delle terne pitagoriche (385, 552, 673), (673, 226464, 226465).
- È un numero felice.
- È un numero malvagio.

## Astronomia
- 673 Edda è un asteroide della fascia principale del sistema solare.
- NGC 673 è una galassia spirale della costellazione dell'Ariete.

## Astronautica
- Cosmos 673 è un satellite artificiale russo.